# أورموند بيتش
اورموند بيتش (بالإنجليزية: Ormond Beach)‏ هي مدينة أمريكية تقع في ولاية فلوريدا. تبلغ مساحة هذه المدينة 101 (كم²)،ويبلغ عدد سكانها 38137 نسمة حسب إحصاء سنة 2010 م 38137.تشير إحصاءات سنة 2000م بأن الكثافة السكانية في هذه المدينة تقدر بـ(auto) نسمة/كم2 

## معرض صور

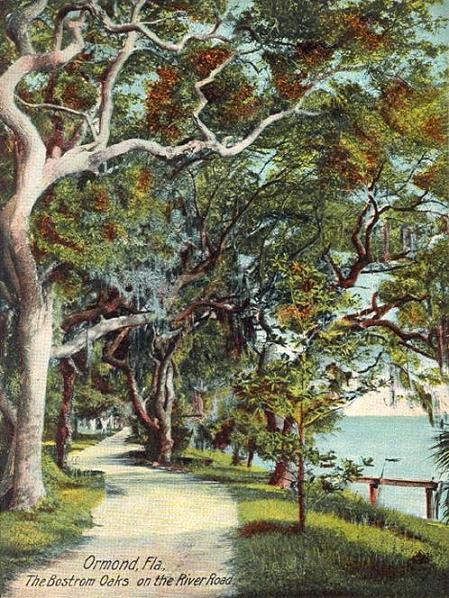
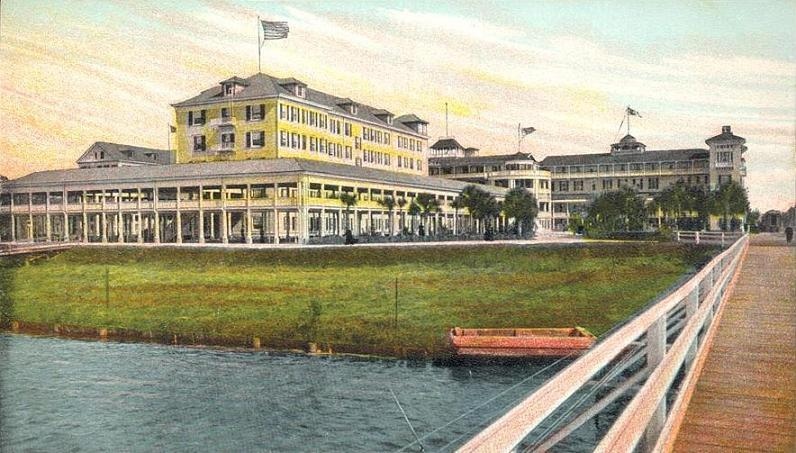
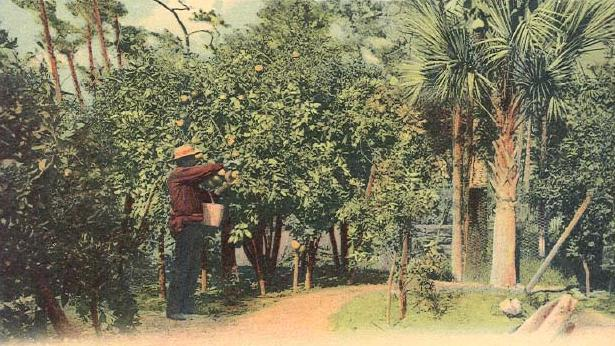
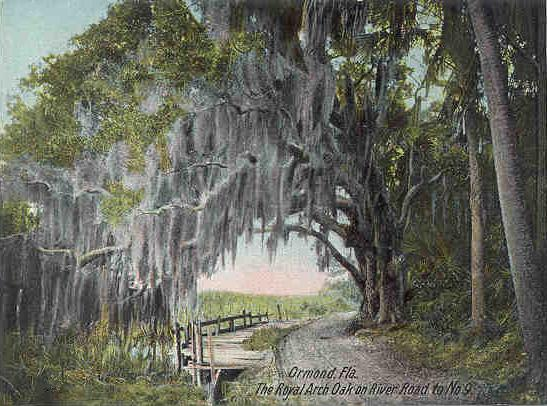

## أعلام
- أبي باين
- ليزا أندرسن
- لايلي جودي
- بانكس مكفادين
- ألان غوستافسون